# 長平郡
长平郡，中国南北朝到隋朝的郡。
北魏永安（528年—530年）年间设置长平郡，属建州，领高平、玄氏二县，治所在玄氏城（今山西省高平市西北），为建州所辖高都、长平、安平、泰宁四郡之一。辖境大致今山西省高平市附近等地。北周并入高都郡，并改郡为建州高平郡。隋朝开皇三年，文帝废天下郡，改建州为泽州。隋大业年。复改泽州为长平郡，包括今晋城市城区、泽州县、高平市、沁水县、阳城县、陵川县，隋义宁二年，长平郡复改为泽州。